# São Lourenço do Bairro
São Lourenço do Bairro es una freguesia portuguesa del concelho de Anadia, con 14,95 km² de superficie y 2.553 habitantes (2001). Su densidad de población es de 170,8 hab/km².